# Колюбаєв Артем Олексійович
Колюба́єв Артéм Олексі́йович (народився 12 травня 1987 року, Київ) - голова Ради з державної підтримки кінематографії, член Європейської Кіноакадемії, член Української Кіноакадемії, український кінопродюсер, телепродюсер.

## Біографія
Народився в місті Києві. У 2009 році закінчив Національний Авіаційний Університет за спеціальністю менеджмент зовнішньоекономічної діяльності. У 2021 році закінчив курси продюсерів EAVE. 

## Фільмографія

### Продюсер
| Рік  | Українська назва           | Примітки | Фестивалі | Режисер                 | Роль                         |
| ---- | -------------------------- | --- | --- | ----------------------- | ---------------------------- |
| 2017 | Правило бою                | повнометражний художній фільм та 4-серійний телевізійний серіал, спортивна драма                                                                       | | Олексій Шапарєв         | продюсер                     |
| 2017 | Гвардія 2                  | 2-серійний воєнний телевізійний серіал | | Олексій Шапарєв         | продюсер                     |
| 2017 | Свято Хризантем            | короткометражна фантастична драма, створено за підтримки Державного агентства України з питань кіно                                                    | | Семен Мозговий          | продюсер                     |
| 2018 | Історія зимового саду      | повнометражний документальний фільм, створено за підтримки Державного агентства України з питань кіно                                                  | Ji.hlava IDFF (2018), Чехія DOK Leipzig (2018), Німеччина Docudays IHRDFF (2019) Нагорода Best Ukrainian Film Award Full Frame DFF (2019), США MakeDox Creative Documentary Film Festival (2019), Македонія Eastern Neighbours FF (2019), Нідерланди | Семен Мозговий          | виконавчий продюсер          |
| 2019 | Крути 1918                 | історична воєнна драма, створено за підтримки Державного агентства України з питань кіно                                                               | | Олексій Шапарєв         | продюсер                     |
| 2019 | Семенівка. 5 травня        | короткометражний документальний фільм, створено за підтримки Національної гвардії України                                                              | | Костянтин Коновалов     | продюсер                     |
| 2019 | АТО байки                  | телевізійний серіал, пілотна серія, створено за підтримки Міністерства інформаційної політики України та Національної гвардії України                  | | Денис Тарасов           | продюсер, співавтор сценарію |
| 2020 | Сіль з Бонневілю           | повнометражний документальний фільм, створено за підтримки Державного агентства України з питань кіно                                                  | Docudays UA International Human Rights Film Festival (2021) | Семен Мозговий          | продюсер                     |
| 2020 | Лімб                       | повнометражний документальний фільм, створюється за підтримки Міністерства культури та інформаційної політики України                                  | | Марина Нікітіна         | продюсер                     |
| 2020 | Звільнення Харківської ОДА | документальний фільм, у виробництві, створюється за підтримки Національної гвардії України                                                             | | Олексій Шапарєв         | продюсер                     |
| 2021 | Я працюю на цвинтарі       | повнометражний ігровий фільм, драма, створений за підтримки Українського культурного фонду                                                             | Molodist Kyiv International Film Festival (2021) Ferrara Film Festival (2021) Warsaw Film Festival (2021) AFIN - International Film Festival (2021) Montelupo Fiorentino Film Festival (2021)                                                        | Олексій Тараненко       | продюсер                     |
| 2022 | Свято Хризантем            | повнометражний ігровий фільм, фантастична драма, створюється за підтримки Державного агентства України з питань кіно                                   | | Семен Мозговий          | продюсер                     |
| 2023 | Щедрик                     | повнометражний ігровий фільм, драма, створений за підтримки Міністерства культури та інформаційної політики України                                    | | Олеся Моргунець-Ісаєнко | продюсер                     |
| 2023 | Межа забуття               | історична драма, створюється за підтримки Державного агентства України з питань кіно                                                                   | | Денис Тарасов           | співпродюсер                 |
| 2023 | Її б звали Марта           | трилер, містика, створюється за підтримки Державного агентства України з питань кіно                                                                   | | Дарина Трегубова        | співпродюсер                 |
| 2024 | Легенди Чарівнолісся       | повнометражний ігровий фільм, пригоди, сімейний, створюється за підтримки Державного агентства України з питань кіно та Українського культурного фонду | | Віктор Андрієнко        | продюсер                     |

## Громадська діяльність
- З 2018 — голова, директор ГО «Спілка підприємців кіно та телеіндустрії»
- З 2018 — член ГО «Спільна перемога»
- З 2020 — президент ГО «Громадська рада з питань культури та спорту України»

## Сім'я
Дружина - Колюбаєва Катерина.